# Presidenti dello Yemen
Nelle liste seguenti sono elencati:
- i capi di Stato della Repubblica Araba dello Yemen, o Yemen del Nord, dal 1962 al 1990;
- i capi di Stato della Repubblica Democratica Popolare dello Yemen, o Yemen del Sud, dal 1967 al 1990.
- i capi di Stato dello Yemen dall'unificazione del 1990 ad oggi;
- i leader delle zone controllate da governi ribelli nelle guerre civili del 1994 e del 2015

## Repubblica Araba dello Yemen (1962-1990)
| Presidente | Presidente                    | Presidente                     | Partito                           | Elezione | Inizio            | Fine            |
| ---------- | ----------------------------- | ------------------------------ | --------------------------------- | -------- | ----------------- | --------------- |
|            |                               | Abdullah as-Sallal             | Militare                          |          | 27 settembre 1962 | 5 novembre 1967 |
|            |                               | Abdul Rahman al-Iryani         | Indipendente                      |          | 5 novembre 1967   | 13 giugno 1974  |
|            |                               | Ibrahim al-Hamdi               | Militare                          |          | 13 giugno 1974    | 11 ottobre 1977 |
|            |                               | Ahmad al-Ghashmi               | Militare                          |          | 11 ottobre 1977   | 24 giugno 1978  |
|            |                               | Abdul Karim Abdullah al-Arashi | Militare                          |          | 24 giugno 1978    | 18 luglio 1978  |
|            |                               | Ali Abdullah Saleh             | Militare (fino al 24 agosto 1982) |          | 18 luglio 1978    | 22 maggio 1990  |
|            | Congresso Generale del Popolo | Ali Abdullah Saleh             |                                   |          | 18 luglio 1978    | 22 maggio 1990  |

## Repubblica Democratica Popolare dello Yemen (1967-1990)
| Presidente                                              | Presidente | Presidente                | Partito                                                                                | Elezione | Inizio           | Fine             |
| ------------------------------------------------------- | ---------- | ------------------------- | -------------------------------------------------------------------------------------- | -------- | ---------------- | ---------------- |
| Presidente della Repubblica                             |            |                           |                                                                                        |          |                  |                  |
|                                                         |            | Qahtan Muhammad al-Shaabi | Fronte di Liberazione Nazionale                                                        |          | 30 novembre 1967 | 22 giugno 1969   |
| Presidenti del Consiglio presidenziale                  |            |                           |                                                                                        |          |                  |                  |
|                                                         |            | Salem Robaya Ali          | Fronte di Liberazione Nazionale                                                        |          | 23 giugno 1969   | 26 giugno 1978   |
|                                                         |            | Ali Nasir Muhammad        | Fronte di Liberazione Nazionale (fino al 21 dicembre 1978) Partito Socialista Yemenita |          | 26 giugno 1978   | 27 dicembre 1978 |
| Presidenti del Presidium del Consiglio Popolare Supremo |            |                           |                                                                                        |          |                  |                  |
|                                                         |            | Abdul Fattah Ismail       | Partito Socialista Yemenita                                                            |          | 27 dicembre 1978 | 21 aprile 1980   |
|                                                         |            | Ali Nasir Muhammad        | Partito Socialista Yemenita                                                            |          | 26 aprile 1980   | 24 gennaio 1986  |
|                                                         |            | Haydar Abu Bakr al-Attas  | Partito Socialista Yemenita                                                            |          | 24 gennaio 1986  | 22 maggio 1990   |

## Yemen unificato (1990-oggi)
| Presidente | Presidente | Presidente                                                       | Partito                       | Elezione | Inizio           | Fine             |
| ---------- | ---------- | ---------------------------------------------------------------- | ----------------------------- | -------- | ---------------- | ---------------- |
|            |            | 'Ali 'Abd Allah Saleh                                            | Congresso Generale del Popolo | 2006     | 22 maggio 1990   | 27 febbraio 2012 |
|            |            | 'Abd Rabbih Mansur Hadi                                          | Congresso Generale del Popolo | 2012     | 27 febbraio 2012 | 7 aprile 2022    |
|            |            | Rashad al-Alimi Presidente del Consiglio Direttivo Presidenziale | Congresso Generale del Popolo |          | 7 aprile 2022    | in carica        |

## Governi ribelli in lotta col governo centrale

### Repubblica Democratica dello Yemen (1994)
| Presidente | Presidente | Presidente        | Partito                     | Elezione | Inizio         | Fine          |
| ---------- | ---------- | ----------------- | --------------------------- | -------- | -------------- | ------------- |
|            |            | Ali Salim al-Bayd | Partito Socialista Yemenita |          | 21 maggio 1994 | 7 luglio 1994 |

### Governo ribelle delle forze Huthi nella Guerra civile yemenita (dal 2015)
| Presidente | Presidente | Presidente             | Partito | Elezione | Inizio          | Fine           |
| ---------- | ---------- | ---------------------- | ------- | -------- | --------------- | -------------- |
|            |            | Mohammed Ali al-Houthi | Huthi   |          | 6 febbraio 2015 | 15 agosto 2016 |
|            |            | Saleh Ali al-Sammad    | Huthi   |          | 15 agosto 2016  | 19 aprile 2018 |
|            |            | Mahdi al-Mashat        | Huthi   |          | 23 aprile 2018  | in carica      |

### Tentativo secessionista del Consiglio di Transizione del Sud nella Guerra civile yemenita (dal 2017)
| Presidente | Presidente | Presidente          | Partito                        | Elezione | Inizio         | Fine      |
| ---------- | ---------- | ------------------- | ------------------------------ | -------- | -------------- | --------- |
|            |            | Aidarus al-Zoubaidi | Movimento per lo Yemen del Sud |          | 11 maggio 2017 | in carica |